# 母神星
母神星（577 Rhea）是由德国天文学家马克斯·沃夫于1905年10月20日在德国海德堡王座山天文台利用照相法发现的主带小行星。
母神星以希腊神话十二位提坦巨神之一——时光女神瑞亚命名，這個命名也被認為和其臨時編號1905 RH有關。